# Meurtre dans un jardin anglais
Pour plus de détails, voir Fiche technique et Distribution.
Meurtre dans un jardin anglais (The Draughtsman's Contract) est un film britannique réalisé par Peter Greenaway, sorti en 1982,.
À l'été 1694 dans l'Angleterre des Stuart, Mrs Herbert demande à Mr Neville, un peintre-paysagiste réputé, d'effectuer douze dessins des jardins anglais du domaine de son mari. En contrepartie, elle s'engage à lui payer 8 livres par dessin et à laisser l'artiste jouir de ses faveurs selon ses désirs sans opposer de résistance. Ce dernier acceptera le marché et comprendra trop tard qu'il a été utilisé pour servir un tout autre but.

## Résumé

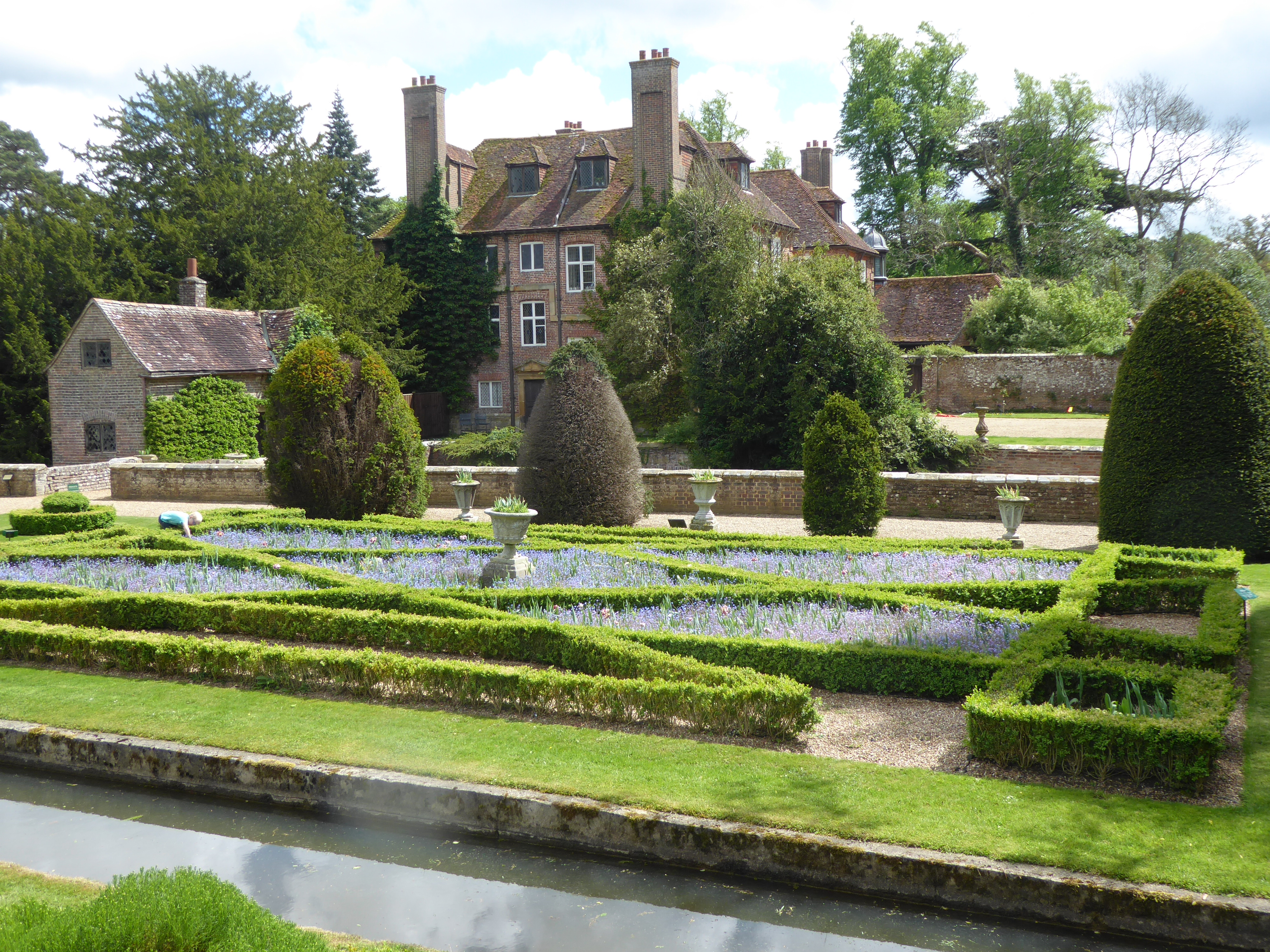
Groombridge Place, dans le Kent, où a été tourné le film.

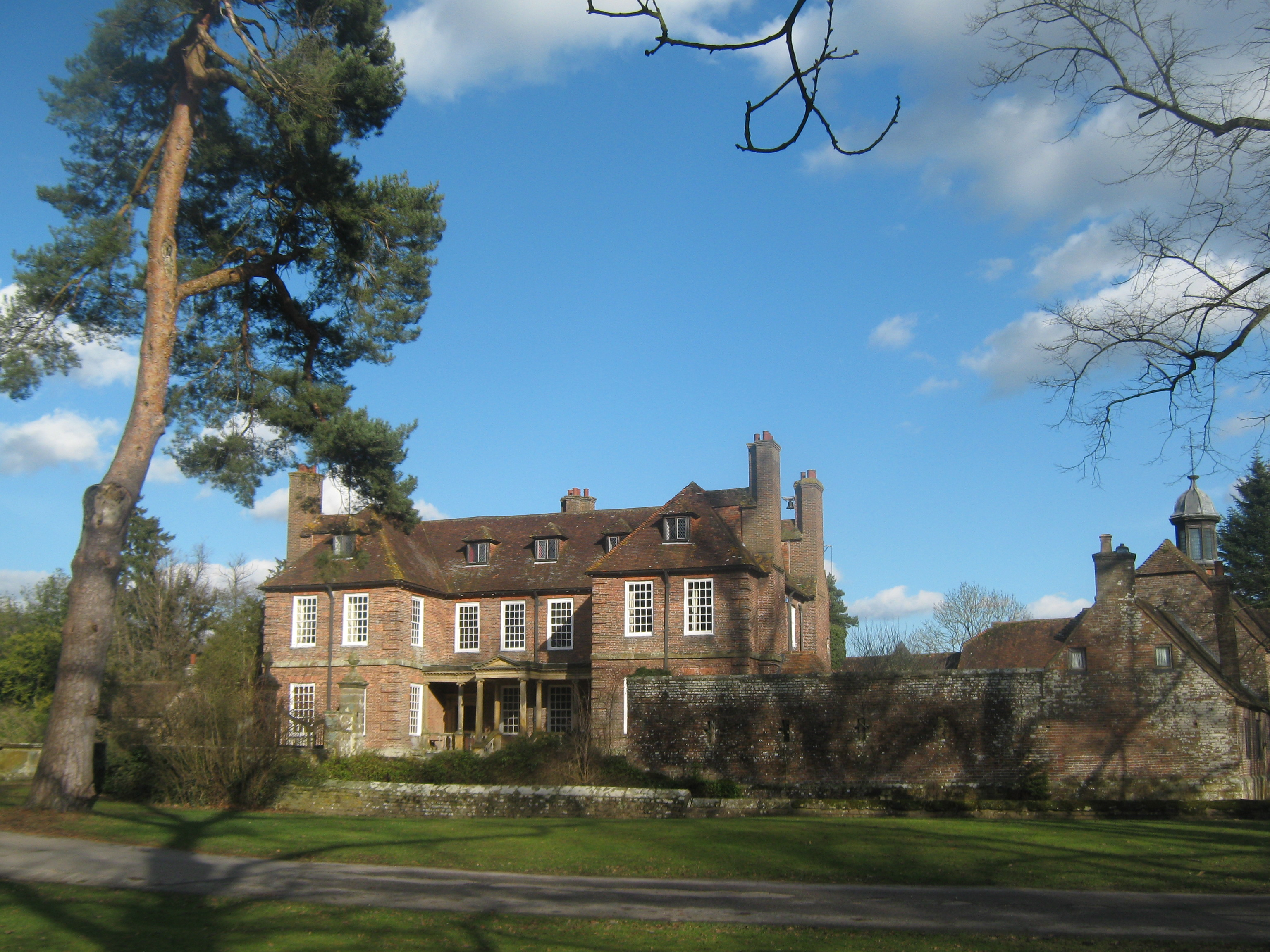
Groombridge Place : la façade.

M. Neville, un jeune artiste vaniteux, est engagé par Mme Virginia Herbert pour produire une série de douze dessins de sa propriété à la campagne, représentant le manoir, ses dépendances et ses jardins. Mme Herbert veut les offrir à son époux, qui la délaisse et se trouve  actuellement en voyage d’affaires à Southampton mais reviendra sous peu.
Une partie du contrat est que Mme Herbert accepte de se conformer aux exigences sexuelles de M. Neville. Plusieurs rencontres érotiques s’ensuivent, chacune d'entre elles étant une humiliation pour Mme Herbert. Au cours de son séjour, M. Neville finit par être détesté par plusieurs habitants et invités du domaine, en particulier M. Talmann, le gendre allemand de Mme Herbert.
Mme Herbert, fatiguée par l’appétit sexuel de M. Neville, tente de résilier le contrat avant que les dessins ne soient terminés. Refusant cela, Neville l'oblige à continuer, alors que Mme Talmann, la fille mariée mais sans enfant de Mme Herbert, fait chanter Neville pour qu’il signe un second contrat. Ce dernier stipule qu'il accepte de se conformer à ses exigences sexuelles à elles, plutôt qu’elle aux siennes.
Les jours passant, M. Herbert n'apparait toujours pas et son cadavre est finalement découvert dans les douves du manoir. M. Neville termine ses dessins et s’en va, mais revient pour effectuer un treizième dessin. Lors de sa visite, il est surpris lorsque Mme Herbert lui propose de faire l’amour. Elle lui indique que le projet de sa fille, concevoir un enfant de lui, a été couronné de succès.
Dans la soirée, alors que M. Neville est en train de terminer le croquis final, il est approché par un homme masqué, manifestement M. Talmann, qui est ensuite rejoint par d'autres personnages masqués : l'intendant du domaine et l’ancien fiancé de Mme Herbert, M. Noyes, son voisin M. Seymour, et les jumeaux Poulenc, des propriétaires terriens locaux.
Ils accusent M. Neville du meurtre de M. Herbert, sous prétexte que les détails contenus dans ses dessins peuvent être interprétés comme des pièces à conviction détaillant le crime. Ils l’accusent aussi d’avoir abusé sexuellement de Mme Herbert, comme en témoigne sa rencontre avec elle plus tôt dans l'après-midi.
Neville se rend compte, trop tard, qu’il a été piégé par Mme Herbert. Malgré ses protestations, ses agresseurs l’aveuglent, le castrent, puis le battent à mort, avant de jeter son corps dans les douves à l’endroit même où le cadavre de M. Herbert a été retrouvé. Ses dessins finissent dans le feu.

## Fiche technique
- Titre : Meurtre dans un jardin anglais
- Titre original : The Draughtsman's Contract
- Réalisation et scénario : Peter Greenaway
- Musique : Michael Nyman
- Photographie : Curtis Clark
- Montage : John Wilson
- Costumes : Sue Blane
- Maquillage : Lois Burwell, Christine Allsopp
  - Perruque et coiffure : Robbie Gardner, Peter King, Peter Owen
- Production : David Payne et Peter Sainsbury
- Budget : 300 000 £
- Pays de production :  Royaume-Uni
- Format : couleur — 16 mm — 1,66:1 — Dolby
- Genre : comédie dramatique
- Durée : 103 minutes
- Dates de sortie :
  - États-Unis : 2 octobre 1982
  - France : 15 février 1984

## Distribution
- Anthony Higgins : Mr Neville
- Janet Suzman : Mme Herbert
- Anne-Louise Lambert (en) : Mme Talmann
- Hugh Fraser : Mr Talmann
- Neil Cunningham : Mr Noyes
- Dave Hill : Mr Herbert
- David Gant (en) : Mr Seymour
- David Meyer (en) : premier jumeau Poulenc
- Tony Meyer (en) : second jumeau Poulenc
- Nicholas Amer (en) : Mr Parkes
- Suzan Crowley (en) : Mme Pierpont
- Lynda La Plante : Mme Clement
- Michael Feast (en) : la statue vivante
- Alastair Cummings : Philip
- Steve Ubels : Mr Van Hoyten

## Bande originale
Liste des titres présents dans la bande originale :
1. Chasing Sheep Is Best Left to Shepherds (en) (2 min 33 s), d'après le prélude du IIIe acte, scène 2 de l'opéra King Arthur de Henry Purcell
2. The Disposition of the Linen (4 min 47 s)
3. A Watery Death (3 min 31 s)
4. The Garden Is Becoming a Robe Room (6 min 5 s)
5. Queen of the Night (6 min 9 s)
6. An Eye for Optical Theory (5 min 9 s), inspiré de Ground in C minor (D221) (attribué a William Croft)
7. Bravura in the Face of Grief (12 min 16 s), d'après The Plaint du Ve acte de l'opéra The Fairy Queen, de Henry Purcell

Le premier morceau qu'on entend dans le film est une partie de Queen of the Night de Henry Purcell.
The Disposition of the Linen, dans la version de Michael Nyman, est une valse, forme inventée un siècle et demi après l'époque de Purcell.
L'album contenant ces titres est paru en disque compact en 1989 chez Virgin Records, commercialisé aux États-Unis par Caroline Records.
L'album entier a à nouveau été enregistré en 2005 par l'orchestre de Michael Nyman, sous le titre The Composer's Cut Series Vol. I: The Draughtsman's Contract (en).

## Critique presse
En 1987, Le Monde souligne un film au scénario pervers et policier avec une mise en scène brillante.
En 2000, Libération le décrit comme un éblouissement originel, polar gothique, caricature et remake de Barry Lyndon.
En 2025, Télérama parle d'un film à la fois brillant et vain.

## Analyse
Dans Films cultes - culte du film de Gilles Visy, le film est décrit comme une œuvre tour à tour perverse, expérimentale, picturale et montrant la caricature de la société anglaise.
L'Encyclopædia Universalis parle pour sa part d'un film dont le récit développé est aussi énigmatique que complexe à mesure que les scènes s'enchainent.

## Distinctions

### Festival
Sauf information contraire les données contenues dans cette section sont confirmables par MUBI.
- 1982 : 
  - Festival de Venise - Sélection officielle
  - Festival du film de Londres - Sélection officielle
- 1983 : 
  - Berlinale - Sélection officielle
  - Festival international du film de Rotterdam - Sélection officielle
- 2024 : Arras Film Festival - Projection et conférence[9]
- 2022 : Festival de Venise - Sélection officielle